# 榎本武揚
榎本武扬（日语：／ Enomoto Takeaki，1836年10月5日—1908年8月26日），日本幕末至明治時代政治家、外交官。原為德川幕府海军将领，江戶開城之後逃往蝦夷，建立虾夷共和国。投降明治維新政府之後，歷任海軍卿、遞信大臣、農商務大臣、文部大臣、外務大臣、農商務大臣等職，還曾出任日本駐华（清朝）和駐俄的公使。

## 生平
榎本武扬出生于江户下谷御徒町的一个武士家庭，原名釜次郎。19岁时曾赴北海道和库页岛探险，1856年进入长崎海军传习所学习西方科学。1862年至1867年被派赴荷兰留学。回国后被德川幕府任命为海军副总裁，成为实际上的幕府海军指挥官。
戊辰战争开始后，榎本武扬率舰队停靠大阪天保山，在鸟羽伏见之战后将幕府藏金和伤员转移至江户城。不久，江户城无血开城，榎本武扬率八艘舰只和新选组等幕府主战派势力北上北海道，建立虾夷共和国，其後透過選舉被推選為总裁。1869年，日本新政府军攻入北海道，虾夷共和国灭亡，榎本武扬入狱，后在黑田清隆奔走下于1872年获释，前往北海道参加垦殖工作。

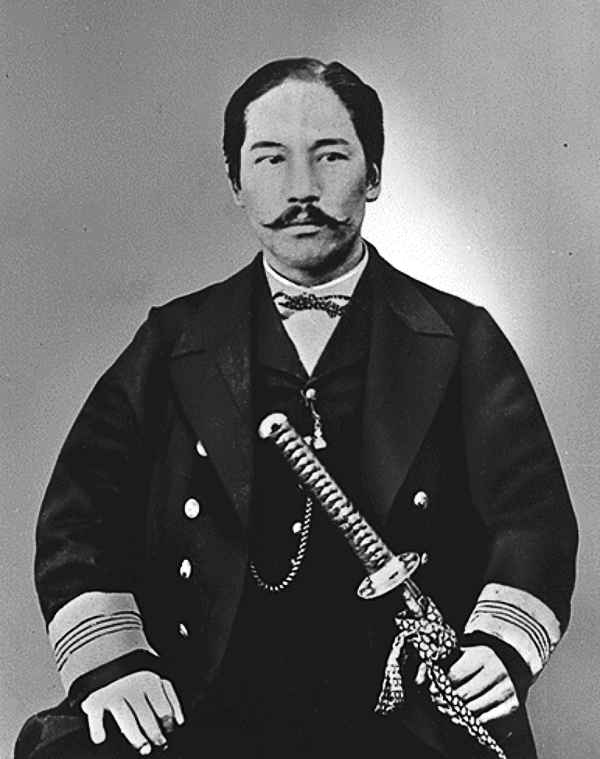
32岁时的榎本武扬

1874年，榎本武扬被任命为驻俄罗斯特命全权公使，与俄罗斯签订了《库页岛千岛群岛交换条约》。自俄罗斯回国后，榎本武扬先后历任外務大輔、議定官、海軍卿、皇居御造營御用掛、皇居御造營事務副総裁、駐清朝公使、通信大臣、文部大臣、外務大臣、農商務大臣等职。1890年，榎本武扬被封为子爵。
1908年，榎本武扬病逝于东京。

## 著作
- 《渡蘭日記》
- 《北海道巡回日記》
- 《西比利亜日記》
- 《流星刀記事》

## 登場作品
小說
- 榎本武揚（日语：榎本武揚 (小説)）（中央公論新社、安部公房著）
- 釜先生（祥傳社、門井慶喜著）
- 武揚傳（中央公論新社、佐佐木讓（日语：佐々木譲）著）
- （講談社、子母澤寛著）
- 航：榎本武揚與軍艦開陽丸之生涯（新潮社、綱淵謙錠著）
- 小說 榎本武揚（祥傳社、童門冬二（日语：童門冬二）著）
- 榎本武揚西伯利亞外傳（文藝春秋、中薗英助（日语：中薗英助）著）

影視劇
- 新選組鬼隊長（1954年、東映、演：三島雅夫）
- 榎本武揚（1964年、NHK、演：北村和夫）
- 新選組血風錄（日语：新選組血風録 (テレビドラマ)#1965年版）（1965年、NET、演：成瀨昌彥（日语：成瀬昌彦））
- 五稜之星（1966年、NHK、演：渡邊文雄（日语：渡辺文雄 (俳優)））
- 明治天皇（1966年、YTV、演：丹波哲郎）
- 三姊妹（日语：三姉妹）（1967年、NHK大河劇、演：中谷一郎）
- 大奥（1968年、CX、演：波多野博）
- 燃劍（日语：燃えよ剣#1970年版）（1970年、TX、演：橫森久（日语：横森久））
- 勝海舟（日语：勝海舟 (NHK大河ドラマ)）（1974年、NHK大河劇、演：村井國夫）
- 明治群像：海上火輪（日语：明治の群像 海に火輪を）（1976年、NHK、演：飛驒昇）
- 獅子的時代（日语：獅子の時代）（1980年、NHK大河劇、主演：新克利（日语：新克利））
- 壬生戀歌（日语：壬生の恋歌）（1983年、NHK、演：伊藤孝雄）
- 五稜郭（日语：五稜郭 (テレビドラマ)）（1988年、NTV、演：里見浩太朗）
- 勝海舟（日语：勝海舟 (1990年のテレビドラマ)）（1990年、NTV、演：吉岡祐一）
- 晚會的盡頭（日语：夜会の果て）（1997年、NHK、演：佐佐木功）
- 勝海舟最畏懼的男人：武士小栗上野介（1998年、ANB、演：武野功雄）
- 德川慶喜（1998年、NHK大河劇、演：澤目裕二）
- 亭主殿又辭卻〜幕末名奉行・小栗上野介〜（日语：またも辞めたか亭主殿〜幕末の名奉行・小栗上野介〜）（2003年、NHK、主演：大塚幸太）
- 新選組!（2004年、NHK大河劇、演：草彅剛）
- 新選組!! 土方歳三的最後一日（日语：新選組!! 土方歳三 最期の一日）（2006年、NHK、演：片岡愛之助）
- 憑神（2007年、東映、演：本田大輔）
- 篤姫（2008年、NHK大河劇、演：鈴木綜馬）
- 八重之櫻（2013年、NHK大河劇、演：山口馬木也）